# Habero
Habero est un district de la région d’Anseba de l'Érythrée. La principale ville et capitale de ce district est Habero. 